# Heuristik
För andra betydelser, se Heuristik (olika betydelser).
Heuristik, av klassisk grekiska εὑρίσκειν, "upptäcka", "finna", är en metod, enkel procedur eller tumregel baserad på en kombination av empiriska observationer och obeprövade teorier som kan ge ofullständiga men för situationen tillräckliga och användbara svar på olika frågor eller kunskapsunderlag inför beslut. De svar som nås är ofta generella och någorlunda korrekta, men behöver andra medel och metoder för att faktiskt kunna bevisas. En av de mest grundläggande heuristiska metoderna är att prova sig fram, men även stereotypisering och kvalificerade gissningar är olika typer av heuristik.

## Användning
Metoden används för att välja och generera hypoteser och argument inom flera områden, som till exempel retorik, psykologi, filosofi, vetenskapsteori, matematik och artificiell intelligens. Den baseras på användning av erfarenheter av liknande tidigare problem och frågeställningar, och kräver därför att viss information redan finns tillgänglig. Ett tydligt exempel på detta är påståendet ”om man ute till havs ser fåglar, kan man anta att land finns i närheten”. Genom att använda redan känd kunskap har ett påstående genererats, som kan bevisas genom att exempelvis använda en kikare eller genom en kalkyl med sjökort. Påståendet i sig är inte ett faktum då det är osäkert och oprecist, men dessa egenskaper är två av heuristikens karaktärsdrag.
Olika typer av strategier för att generera heuristiska svar kan vara bland annat brainstorming, kartläggning, topik-listor eller fritt skrivande.